# Dolichostyrax cylindricus
Dolichostyrax cylindricus är en skalbaggsart som beskrevs av Stefan von Breuning 1939. Dolichostyrax cylindricus ingår i släktet Dolichostyrax och familjen långhorningar. Inga underarter finns listade i Catalogue of Life.